# Brothers (film 2009)
Brothers è un film del 2009 diretto da Jim Sheridan e scritto da David Benioff.
Remake del film danese del 2004, segue le vicende del capitano Sam Cahill (interpretato da Tobey Maguire), un presunto prigioniero morto della guerra in Afghanistan che affronta lo stress post-traumatico mentre si reintegra nella società dopo il suo rilascio dalla prigionia. Il film è interpretato anche da Jake Gyllenhaal nei panni del fratello di Cahill e Natalie Portman nei panni di sua moglie. Entrambi i film prendono ispirazione dal poema epico di Omero, l'Odissea.

## Trama
Midwest, ottobre 2007. Sam Cahill è un giovane capitano dei Marines degli Stati Uniti, comandante di una compagnia di guarnigione a Fort Mahlus; è sposato con la sua bellissima fidanzata di liceo Grace e padre di due adorabili figlie, Isabelle e Maggie. Mentre suo fratello minore Tommy esce di prigione, dove era stato rinchiuso per aver commesso una rapina a mano armata, Sam rivela di dover partire per un quarto turno di servizio in Afghanistan: il suo granitico senso del dovere lo porta a ignorare le preoccupazioni e i bisogni della sua famiglia.
La vita prosegue tranquilla nella cittadina di provincia fino a quando due mesi più tardi, durante un'operazione di ricognizione sulle montagne dell'Afghanistan nord-orientale, il Black Hawk su cui si trova Sam viene colpito da un RPG-7 e precipita in un fiume provocando apparentemente la morte di tutti i marines a bordo. Grace viene informata della terribile notizia mentre Tommy, nonostante sia sempre stato la pecora nera della famiglia, in nome dell'affetto per il fratello decide di aiutare la famiglia di quest'ultimo nel tentativo di riscattarsi dal suo passato travagliato. Dopo un inizio non facile a causa della diffidenza di Grace, Tommy riesce a costruire un rapporto di affetto molto intenso con le sue nipoti e con Grace stessa, guadagnandosi la sua fiducia coinvolgendo un gruppo di amici nel rimettere a nuovo la sua cucina. Tra i due, inoltre, complice l'instabile condizione emotiva dovuta alla morte di Sam, si instaura una relazione molto intensa che culmina in un appassionato bacio accanto al camino; il senso di colpa nei confronti di Sam, tuttavia, distoglie i due dal portare avanti il rapporto decidendo di rimanere solo amici fraterni.
In realtà Sam non è morto ma è stato catturato dai talebani insieme a un altro soldato della sua compagnia, Joe Willis, e sottoposto per dodici settimane a un durissimo trattamento, senza alcuna garanzia come prigioniero di guerra. In uno sperduto villaggio fra le montagne, infatti, i due vengono costantemente torturati e costretti a farsi filmare mentre dichiarano l'inutilità della guerra in Afghanistan e la superiorità della popolazione locale nei confronti degli statunitensi. I supplizi proseguono per giorni e il primo a farne le spese è Joe, che viene quasi spinto alla follia. Il culmine del sadismo talebano viene raggiunto quando questi, ritenendo inutile tenere in vita entrambi, pongono Sam davanti a una terribile scelta: uccidere il compagno o venire ucciso lui stesso. Sam inizialmente rifiuta ma le minacce del comandante talebano Murad si fanno sempre più pressanti finché, in un impeto di disperazione, il giovane ufficiale uccide il commilitone sotto gli occhi dei rapitori che lo filmano con una videocamera. Tempo dopo, un'operazione dei marines lo libera e, nel combattimento che segue, la videocamera viene distrutta e Murad ucciso.
Sam ritorna quindi in patria e viene considerato da tutti un eroe di guerra ma in realtà non è più la stessa persona: le torture subìte durante la prigionia ed il rimorso per essere stato costretto a uccidere Joe gli hanno infatti provocato uno shock fortissimo sfociato in disturbo post traumatico da stress, tuttavia non riuscendo a parlarne, non rivela niente di tutto questo a Grace e Tommy. Sam capisce comunque che tra la moglie e il fratello i rapporti sono profondamente cambiati, notando quanto si siano avvicinati mentre le bambine percepiscono il cambiamento nella figura paterna e, spaventate e confuse, reagiscono attaccandosi ancora di più alla figura di Tommy.
Nel marzo 2008, durante la festa di compleanno di Maggie a casa dei nonni, la maggiore dichiara di preferire lo zio al papà e, per rancore verso il padre che è tornato così cambiato, mente dicendo che Tommy e Grace dormono insieme. La notizia sconvolge Sam, che nonostante venga rassicurato più volte da Grace sulla falsità delle parole della piccola, si lascia andare ad un grande impeto di rabbia nel quale distrugge la cucina da poco rimessa a nuovo, insulta e spaventa la moglie; non contento, punta la pistola prima su Tommy giunto sul posto poiché avvisato poco prima da Grace per chiedere aiuto, e poi, sotto gli occhi della polizia, su se stesso, sfiorando in preda alla follia il suicidio e rinunciando solo grazie all'aiuto del fratello, che riesce a riportarlo alla ragione.
Sam viene quindi ricoverato in un ospedale psichiatrico e poco dopo riceve la visita di Grace, che minaccia di lasciarlo per sempre se non le spiega la causa del suo turbamento, anche se lo ama da quando aveva sedici anni. Il giovane ufficiale dei Marine le rivela allora tra le lacrime quanto accaduto nel villaggio afghano e i due si abbracciano, disperati ma riconciliati. Il film termina con la voce fuori campo di Sam che si interroga su ciò che la vicenda gli ha insegnato e sulla possibilità di ricominciare a vivere una vita normale.

## Colonna sonora
La colonna sonora di questo film è la canzone degli U2, Winter che è stata candidata come miglior canzone originale ai Golden Globe .

## Distribuzione

### Edizione Home Video
Il film è stato messo in commercio in DVD e Blu-ray il 23 marzo 2010.

## Accoglienza
Il film ha ricevuto una risposta mista e ha incassato 43 milioni di dollari. Maguire, tuttavia, ha ricevuto elogi particolari per la sua interpretazione, ricevendo una nomination ai Golden Globe come miglior attore in un film drammatico.
Il sito Rotten Tomatoes ha riportato che il 64% delle recensioni professionali ha dato un giudizio positivo sul film. Tobey Maguire ha ricevuto il plauso della critica per la sua interpretazione drammatica; Roger Ebert ha scritto che Brothers è "il film di Tobey Maguire da dominare, e non ho mai visto queste profondità oscure in lui prima". Claudia Puig di USA Today ha osservato la somiglianza tra Maguire e Gyllenhaal e ha elogiato la loro chimica sullo schermo. Per quanto riguarda la performance di Portman, Puig ha ritenuto che fosse "sottomessa e reattiva". Scrivendo per la rivista di New York, David Edelstein ha elogiato i tre attori principali: "Gli attori di Sheridan lavorano con il loro intelletto pienamente coinvolto e ci coinvolgono a livelli che a malapena sapevamo di avere". Si è anche complimentato con la fotografia e la capacità di Sheridan di coinvolgere il lettore nella trama. Owen Gleiberman di Entertainment Weekly ha assegnato al film una valutazione di C+, scrivendo: "Brothers non è recitato male, ma come diretto dal sempre più impersonale Jim Sheridan, è goffo e pesante, un film che si accumula su colpi di scena drammatici esagerati fino all'inizio scricchiolare sotto il peso del suo presunto significato».
Della sua nomination al Golden Globe, Tobey Maguire ha detto: "Non mi aspettavo di ottenere una nomination, ma lo stavo guardando comunque. Mia moglie e mio figlio si sono davvero eccitati. Sono rimasto un po' sorpreso - ero tipo, 'Oh, wow.' E non riuscivo a sentire l'ultima parte del mio nome". The Edge of U2 ha descritto come la band ha pianificato di celebrare la loro nomination. "Penso che potremmo bere una pinta di Guinness e mangiare una patata in onore del (regista) Jim (Sheridan) e del suo grande lavoro."

## Riconoscimenti
- 2010 - Golden Globe
  - Candidatura per il miglior attore a Tobey Maguire
  - Candidatura per la migliore canzone originale (Winter degli U2)
- 2010 - Saturn Award
  - Candidatura miglior film d'avventura
  - Candidatura per il miglior attore a Tobey Maguire
- 2010 - Teen Choice Awards
  - Candidatura per il miglior attore in un film drammatico a Tobey Maguire
- CinEuphoria Awards
  - Miglior attore a Tobey Maguire
- Prism Awards
  - Candidatura per il miglior attore a Tobey Maguire